# Letweltervægt
Letweltervægt er betegnelsen for en vægtklasse, der benyttes indenfor boksning. Letweltervægt ligger over letvægt og under weltervægt. Letweltervægt benævnes også super-letvægt og junior weltervægt. 
I professionel boksning er vægtgrænsen for letweltervægt 140 engelske pund (63,503 kilogram). 
For amatører har vægtgrænsen siden 1. januar 2003 været 64 kg. Vægtgrænsen for amatører var tidligere 63,5 kg. 

## Professionel boksning
Letweltervægt opstod kortvarigt som selvstændig vægtklasse i 1920'erne, hvor der blev arrangeret en række kampe i USA i 140-punds klassen. Et lokalt boksemagasin i Milwaukee Boxing Blade arrangerede i 1922 en afstemning blandt bladets læsere, om hvem der var den bedste bokser i 140-punds klassen, og det lykkedes bladets redaktør Mike Collins at overtale det daværende store bokseforbund NBA til at anerkende såvel den nye klasse som junior weltervægt og tillige at godkende vinderen af afstemningen som verdensmester i den nye klasse mod at Mike Collins betalte $ 2.000 for et nyt verdensmesterbælte. Mike Collins var tidligere manager for Pinky Mitchell fra Milwaukee, og ikke overraskende blev bysbarnet Pinky Mitchell kåret til vinder af bladets afstemning, og dermed anerkendt som verdensmester i klassen. Klassen havde dog vanskeligt ved at opnå bred anerkendelse; New York State Athletic Commission trak sin anerkendelse af klassen tilbage i 1930, og klassen døde ud, da Barney Ross opgav resterne af den ellers generelt anerkendte titel i 1935 for at koncentrere sig om at genvinde verdensmesterskabet i weltervægt. 
I 1940'erne var der sporadiske forsøg blandt lokale boksekommissioner på at arrangere kampe i klassen, men klassen blev først for alvor anerkendt igen i 1959, da de amerikanske bokseorganisationer New York State Athletic Commission og National Boxing Association sanktionerede en kamp mellem Carlos Ortiz og Kenny Lane som værende om verdensmesterskabet i klassen. Ortiz vandt, og klassen blev hurtigt anerkendt globalt. 
Julio César Chávez er den meste vindende verdensmester i letweltervægt med 12 succesfulde titelforsvar på stribe samt yderligere 4 vellykkede titelforsvar efter at have genvundet titlen.

## Amatørboksning
Letweltervægt blev introduceret ved EM i amatørboksning i 1951. I Danmark blev klassen introduceret ved DM i amatørboksning i 1952, hvor Hans V. Petersen blev dansk mester. Hans V. Petersen deltog samme år ved Sommer-OL 1952 i Helsinki, hvor letweltervægt var på det olympiske program for første gang. 
Den formentlig mest kendt olympiske mester i klassen er Sugar Ray Leonard, der efter amatørkarrieren fik en særdeles succesfuld professionel karriere. Polakken Jerzy Kulej og cubaneren Héctor Vinent har begge vundet olympisk guld i klassen to gange (1964 og 1968 for Kulej og 1992 og 1996 for Vinent).

### Olympiske mestre
- 1952 –  Charles Adkins
- 1956 –  Vladimir Jengibarjan
- 1960 –  Bohumil Nemeček
- 1964 –  Jerzy Kulej
- 1968 –  Jerzy Kulej
- 1972 –  "Sugar" Ray Seales
- 1976 –  Sugar Ray Leonard
- 1980 –  Patrizio Oliva
- 1984 –  Jerry Page
- 1988 –  Vyacheslav Yanovskiy
- 1992 –  Héctor Vinent
- 1996 –  Héctor Vinent
- 2000 –  Muhammadqodir Abdullaev
- 2004 –  Manus Boonjumnong
- 2008 –  Félix Díaz
- 2012 –  Roniel Iglesias
- 2016 –  Fazliddin Gaibnazarov